# Bộ của Chile
Các bộ của Chile (tiếng Tây Ban Nha: Ministerio de Chile), là cơ quan được quản lý trực tiếp từ Tổng thống trong Chính phủ và chính quyền Nhà nước Chile. Bộ thực hiện quản lý theo ngành và lĩnh vực theo nhiệm vụ do Tổng thống và Luật định.
Đứng đầu Bộ là Bộ trưởng Nhà nước (tiếng Tây Ban Nha: Ministros de Estado), là cộng tác viên của Tổng thống, do Tổng thống chỉ định, bổ nhiệm và bãi nhiệm. Bộ trưởng chịu trách nhiệm quản lý và xử lý công việc của Bộ do Tổng thống chỉ định, đồng thời báo cáo hoạt động trực tiếp cho Tổng thống.
Tính đến năm 2015, Chile có tổng cộng 23 Bộ trưởng Nhà nước và 22 Bộ.

## Lịch sử
Trong thời gian từ năm 1812-1818, theo quy định Hiến pháp và Luật định Bộ trưởng Nhà nước được biết tới là "Thư ký" (Secretarios) hay "Thư ký Nhà nước" (Secretarios de Estado); sau đó được gọi là "Bộ trưởng Thư ký Nhà nước" (Ministros secretarios de Estado) và "Bộ trưởng Nội các" (Ministros del Despacho) và cuối cùng là "Bộ trưởng Nhà nước" (Ministros de Estado).

## Bộ trưởng Nhà nước

### Bổ nhiệm
Chức vụ Bộ trưởng Nhà nước có thể kiêm nhiệm chức vụ khác.
Từ năm 1925, các tướng không được bổ nhiệm với chính quyền dân sự. Trừ trường hợp đặc biệt chiến tranh.

### Yêu cầu
Để trở thành Bộ trưởng Nhà nước cần đủ các điều kiện sau:
- Là công dân Chile (sinh ra lớn lên và có nguồn gốc Chile);
- Đủ 21 tuổi;
- Đủ sức khỏe, năng lực công việc, tuân thủ luật pháp hoặc trong trường hợp đã từng vi phạm phải hơn 5 chịu xử lý cho đến thời gian được bổ nhiệm.

## Danh sách Bộ
Danh sách cơ quan Chính phủ tính đến tháng 1/2016 gồm:
| Cơ quan Chính phủ                   | Cơ quan Chính phủ                                     | Thành lập | Huy hiệu |
| Tiếng Việt                          | Tiếng Tây Ban Nha                                     | Thành lập | Huy hiệu |
| ----------------------------------- | ----------------------------------------------------- | --------- | -------- |
| Bộ Nội vụ và Công an                | Ministerio del Interior y Seguridad Pública           | 1817      |          |
| Bộ Ngoại giao                       | Ministerio de Relaciones Exteriores                   | 1817      |          |
| Bộ Quốc phòng                       | Ministerio de Defensa Nacional                        | 1817      |          |
| Bộ Tài chính                        | Ministerio de Hacienda                                | 1817      |          |
| Bộ Tổng Thư ký Tổng thống           | Ministerio Secretaría General de la Presidencia       | 1990      |          |
| Bộ Tổng Thư ký Chính phủ            | Ministerio Secretaría General de Gobierno             | 1932      |          |
| Bộ Tài chính, Phát triển và Du lịch | Ministerio de Economía, Fomento y Turismo             | 1941      |          |
| Bộ Phát triển Xã hội                | Ministerio de Desarrollo Social                       | 1990      |          |
| Bộ Giáo dục                         | Ministerio de Educación                               | 1927      |          |
| Bộ Tư pháp và Nhân quyền            | Ministerio de Justicia y Derechos Humanos             | 1837      |          |
| Bộ Lao động và Phúc lợi Xã hội      | Ministerio del Trabajo y Previsión Social             | 1959      |          |
| Bộ Công trình Công cộng             | Ministerio de Obras Públicas                          | 1887      |          |
| Bộ Y tế                             | Ministerio de Salud Pública                           | 1927      |          |
| Bộ Nhà ở và Phát triển Đô thị       | Ministerio de Vivienda y Urbanismo                    | 1965      |          |
| Bộ Nông nghiệp                      | Ministerio de Agricultura                             | 1924      |          |
| Bộ Khai khoáng                      | Ministerio de Minería                                 | 1953      |          |
| Bộ Giao thông và Thông tin          | Ministerio de Transportes y Telecomunicaciones        | 1974      |          |
| Bộ Tài sản Quốc gia                 | Ministerio de Bienes Nacionales                       | 1929      |          |
| Bộ Năng lượng                       | Ministerio de Energía                                 | 2010      |          |
| Bộ Môi trường                       | Ministerio del Medio Ambiente                         | 2010      |          |
| Bộ Nữ giới và Bình đẳng giới        | Ministerio de la Mujer y la Equidad de Género         | 1991      |          |
| Bộ Thể thao                         | Ministerio del Deporte                                | 2013      |          |
| Bộ Văn hóa, Nghệ thuật và Di sản    | Ministerio de las Culturas, las Artes y el Patrimonio | 2001      |          |

## Chính phủ hiện tại
Nội các Michelle Bachelet được thành lập ngày 11/3/2014 sau khi bà chính thức trở thành Tổng thống và được Quốc hội Chile thông qua cùng ngày.